# هوب الوقيع (تعز)
هوب الوقيع هي إحدى قرى جمهورية اليمن. تتبع جغرافيا لمحافظة تعز وإداريًا لمديرية مقبنة. يبلغ تعداد سكانها 1670 نسمة حسب الإحصاء الذي أجري عام 2004.